# Angus MacInnes
 (décembre 2024).
Si vous disposez d'ouvrages ou d'articles de référence ou si vous connaissez des sites web de qualité traitant du thème abordé ici, merci de compléter l'article en donnant les références utiles à sa vérifiabilité et en les liant à la section « Notes et références ».
Angus MacInnes est un acteur canadien, né le 27 octobre 1947 à Windsor (Ontario) et mort le 23 décembre 2024.

## Biographie
Au cinéma, Angus MacInnes débute (dans un petit rôle non crédité) dans Rollerball de Norman Jewison (avec James Caan et John Houseman), sorti en 1975. Son dernier film à ce jour est Capitaine Phillips de Paul Greengrass (avec Tom Hanks et Barkhad Abdi), sorti en 2013.
Entretemps, parmi près de quarante films en tout (américains, britanniques, canadiens ou en coproduction), citons Star Wars, épisode IV : Un nouvel espoir de George Lucas (1977, avec Mark Hamill, Harrison Ford et Carrie Fisher, lui-même personnifiant le pilote Jon Vander), Atlantic City de Louis Malle (1980, avec Burt Lancaster et Susan Sarandon), Witness de Peter Weir (1985, avec Harrison Ford et Kelly McGillis), Judge Dredd de Danny Cannon (1995, avec Sylvester Stallone et Armand Assante), ou encore Hellboy de Guillermo del Toro (2004, avec Ron Perlman et John Hurt).
Pour la télévision, Angus MacInnes joue dans vingt-cinq séries à partir de 1975, dont Cosmos 1999 (un épisode, 1977) et Vikings (deux épisodes, 2013), la dernière à ce jour.
Il joue également dans onze téléfilms depuis 1983, le dernier étant Invasion au Far-West de K. T. Donaldson (avec James Marsters et Cindy Sampson), diffusé en 2009.
Angus MacInnes meurt le 23 décembre 2024.

## Filmographie partielle

### Cinéma
- 1975 : Rollerball de Norman Jewison : un garde de Jonathan
- 1977 : Star Wars, épisode IV : Un nouvel espoir (Star Wars Episode IV: A New Hope) de George Lucas : Jon Vander (pilote « Gold Leader »)
- 1978 : L'ouragan vient de Navarone (Force 10 from Navarone) de Guy Hamilton : 1er Lieutenant Doug Reynolds
- 1980 : Superman 2 (Superman II: The Adventure Continues) de Richard Lester : le directeur de la prison
- 1980 : Atlantic City de Louis Malle : Vinnie
- 1981 : Outland de Peter Hyams : Hughes
- 1982 : Meurtre par téléphone (Murder by Phone) de Michael Anderson
- 1983 : Spasmes (Spasms) de William Fruet
- 1984 : Louisiane de Philippe de Broca : Albert
- 1985 : Witness de Peter Weir : Fergie
- 1986 : Escort Girl de Bob Swaim : Bill Rafferty
- 1988 : Hellraiser 2 (Hellbound: Hellraiser II) de Tony Randel : le détective Ronson
- 1990 : Les Frères Krays (The Krays) de Peter Medak : Palendri
- 1995 : Judge Dredd de Danny Cannon : le juge Gerald Silver
- 1999 : Eyes Wide Shut de Stanley Kubrick : le premier portier
- 2001 : Le 51e État (The 51st State) de Ronny Yu : Pudsey Smith
- 2001 : Enigma de Michael Apted : Commandant Hammerbeck
- 2002 : Amen. de Costa-Gavras : Tittman
- 2004 : Hellboy de Guillermo del Toro : Sergent Whitman
- 2005 : The Jacket de John Maybury : le juge
- 2006 : Le Dahlia noir (The Black Dahlia) de Brian De Palma : Capitaine John Tierney
- 2007 : Vol d'enfer (Flight of Fury) de Michael Keusch : Général Tom Barnes
- 2013 : Capitaine Phillips (Captain Phillips) de Paul Greengrass : un membre d'équipage du Maersk Alabama

### Télévision
Séries
- 1977 : Cosmos 1999 (Space: 1999), saison 2, épisode 22 La Planète du diable (Devil's Planet) : Jelto
- 2013 : Vikings, saison 1, épisode 6 L'Ultime Drakkar (Burial of the Dead) et épisode 7 La Rançon (A King's Ransom) : Tostig

Téléfilms
- 1983 : Will There Really Be a Morning? de Fielder Cook : le premier policier
- 1985 : John and Yoko: A Love Story de Sandor Stern : le médecin new-yorkais
- 1988 : Das Rattennest de John Herzfeld : Patterson
- 1996 : Over Here de Tony Dow : Collis
- 2009 : Invasion au Far-West (High Plains Invaders) de K. T. Donaldson : le guérisseur Silich